# Windows Media Video
Windows Media Video (WMV) je komprimovaný souborový videoformát pro několik proprietárních kodeků vyvinutých společností Microsoft. Původní kodek známý jako WMV byl navržen pro internetové streamingové aplikace jako konkurence pro již zavedený RealVideo. Ostatní kodeky jako např. WMV Screen a WMV Image, se staraly o specializovaný obsah. Během standardizace ze SMPTE si WMV vzalo za své i formáty jako HD DVD a Blu-ray disk.

## Historie
V roce 2003, Microsoft navrhl specifikaci video formátu založenou na jejich formátu WMV 9 a přeložil ji do SMPTE kvůli standardizaci. Tento standard byl oficiálně schválen v březnu roku 2006 jako SMPTE 421M, více však známý jako VC-1. Učinil tak z formátu WMV 9 otevřený, nicméně stále patenty zatížený standard. Od té doby se stal VC-1 jedním ze tří povinných video formátů pro BD-ROM a HD DVD-ROM specifikace.

## Formát kontejneru
WMV video je obvykle zapouzdřeno do kontejneru ASF. Přípona souboru .wmv typicky popisuje ASF soubory, které obsahují Windows Media Video bitový proud. Audio formáty užívané společně s Windows Media Video jsou typické verze Windows Media Audio, nebo v několika případech neschválené ACELP.net audio formáty. Microsoft doporučuje, aby ASF soubory, obsahující data v jiných formátech než Windows Media, užívaly i tak jednotnou příponu .asf.
I když je WMV proud obecně zabalen do kontejneru ASF, může být také vložen do formátu AVI či Matroska. Výsledný soubor pak má koncovku .avi či .mkv. WMV může být ukládáno jako AVI soubor v případě používání WMV 9 VCM kodekových implementací. Jiná častá cesta jak uchovávat WMV jako AVI soubor je užití programu VirtualDub.
Tento kontejner může volitelně podporovat digital rights management při využití kombinace výměny klíčů pomocí ECC, blokové šifry DES, vlastní blokové šifry, proudové šifry RC4 a hashovací funkce SHA-1.

## Přehrávače
Mezi software, který může přehrávat WMV video, patří Windows Media Player, PowerDVD, RealPlayer, KMPlayer, VLC media player, Zoom Player a Media Player Classic. Microsoft Zune, software pro správu médií, podporuje formát WMV, ale využívá Zune specifické variace Windows Media DRM, který je využíván PlaysForSure. Řada přehrávačů pro různé platformy, jako pro Linux, používá implementaci WMV z projektu FFmpeg.